# Lepisiota longinoda
Lepisiota longinoda är en myrart som först beskrevs av Arnold 1920.  Lepisiota longinoda ingår i släktet Lepisiota och familjen myror. Inga underarter finns listade i Catalogue of Life.